# Port Saunders
Port Saunders is een gemeente (town) in de Canadese provincie Newfoundland en Labrador.

## Geografie
De gemeente ligt aan de westkust van het Great Northern Peninsula, in het noorden van het eiland Newfoundland. Het ligt meer bepaald aan de gelijknamige natuurlijke haven van Ingornachoix Bay. Port Saunders grenst in het noorden aan Port au Choix en in het zuiden aan Hawke's Bay.

## Geschiedenis
In 1956 werd het dorp een gemeente met de status van local government community. Tussen 1971 en 1976 veranderde de status van de gemeente naar die van town.
In 2007 liet de provinciale overheid een haalbaarheidsonderzoek voeren naar de eventuele creatie van een fusiegemeente bestaande uit Port Saunders, Port au Choix, Hawke's Bay en River of Ponds. De fusie vond echter nooit plaats en Port Saunders bleef gewoon als zelfstandige gemeente voortbestaan.

## Demografie
Demografisch gezien is Port Saunders, net zoals de meeste kleine dorpen op Newfoundland, aan het krimpen. Tussen 1996 en 2021 daalde de bevolkingsomvang van 876 naar 678. Dat komt neer op een daling van 198 inwoners (-22,6%) in 25 jaar tijd.
| Demografische ontwikkeling van Port Saunders tussen 1951 en 2021           |
| -------------------------------------------------------------------------- |
|                                                                            |
| Bron: Statistics Canada (1951–1986, 1991–1996, 2001–2006, 2011–2016, 2021) |

## Gezondheidszorg
In de gemeente bevindt zich het Rufus Guinchard Health Centre, een gezondheidscentrum dat zowel primaire als langetermijnzorg aanbiedt aan de inwoners van de centrale westkust van het Great Northern Peninsula. Het centrum valt onder de bevoegdheid van de Newfoundland and Labrador Health Services (tot april 2023 onder die van de gezondheidsautoriteit Western Health).